# Sant Climent de Vilaller
Sant Climent de Vilaller és una església barroca de Vilaller (Alta Ribagorça) protegida com a Bé Cultural d'Interès Local.

## Descripció
Església de tres naus amb gran campanar octogonal afegit.
Sagristia i capella del Santíssim a l'encapçalament de les naus de l'epístola i de l'evangeli, separades per pilars de la nau principal.
El cor s'il·lumina per un rosetó amb curiosa fusteria.
La coberta és de teula àrab en dues vessants.
Destaquen els murs de carreus de pedra de la zona, encercolats per pedres rogenques d'origen volcànic.
Al presbiteri i lateral es troben afegits habitatges i una font.